# Ричтон
Ричтон — город в округе Перри, штат Миссисипи (США). Он является частью статистической зоны Хаттисберга. Население по переписи 2010 года составляло 1068 человек.
По данным Бюро переписи населения США, город имеет общую площадь 2,3 квадратных мили (6 км²).
Город обслуживается школьным округом Ричтон.
Министерство энергетики США выбрало Ричтон в качестве возможного места для расширения Стратегического нефтяного резерва.

## Известные уроженцы
- Рой Кокран — легкоатлет, двукратный олимпийский чемпион
- Коммодор Кохрен — легкоатлет, олимпийский чемпион в эстафете 4×400 метров
- Джордж Э. Джонсон-старший — предприниматель
- ДжейКоби Джонс — бейсболист
- Фрэнк Стэнфорд — поэт